# John B. Chambers
John B. Chambers (* 1956) ist der stellvertretende Leiter der Sovereign Debt Ratings Group und Vorsitzender des Sovereign Debt Committee bei Standard and Poor’s (S&P). Zusammen mit David T. Beers erhielt Chambers weltweite Aufmerksamkeit im August 2011 für seine Mitwirkung bei der Herabstufung der Bonität von US-Staatsanleihen von AAA zu AA+. Seit 1941 hatten die Vereinigten Staaten von Amerika die höchste Rating-Note AAA inne.
Chambers hält einen Bachelor of Art in Englischer Literatur und Philosophie vom Grinnell College (1977) sowie einen Master of Art in Englischer Literatur der Columbia University. Nach fünf Jahren in verschiedenen Positionen bei Banque Indosuez, trat er 1993 bei S&P ein. Er wurde stellvertretender Leiter der Sovereign Debt Ratings Group im Jahr 1997.
Kritiker der Herabstufung der USA haben Standard and Poor’s einen Rechenfehler in der Höhe von 2.000 Milliarden USD nachgewiesen und bemerken spöttisch, dass der Hauptverantwortliche Chambers nicht einmal Wirtschaftswissenschaften studiert habe.